# Nahkampfkanone 2

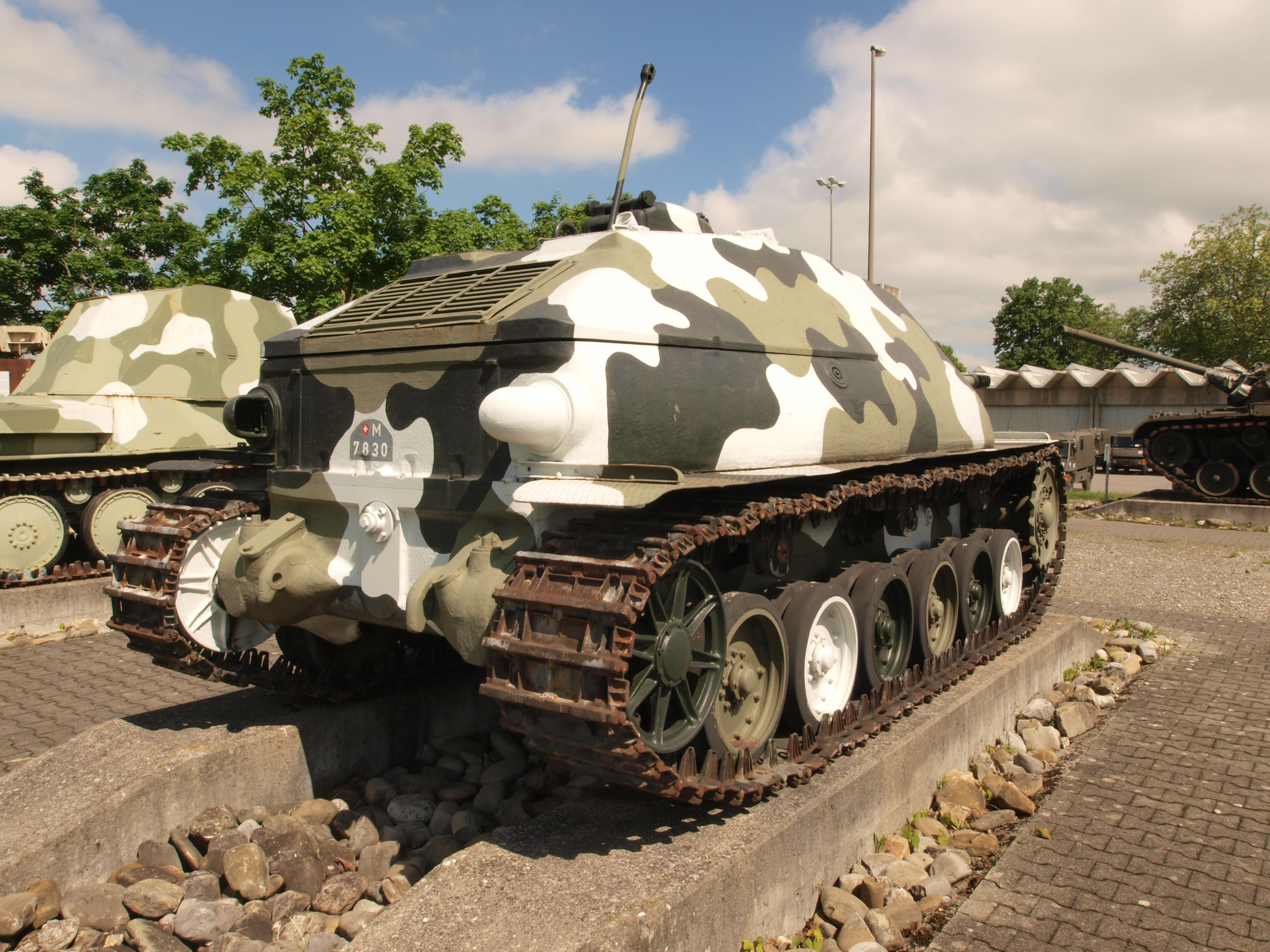
Achteraanzicht

Nahkampfkanone 2 is een antitankvoertuig van Zwitsers fabricaat. Eén voertuig werd tussen 1944 en 1946 gemaakt en het is niet in productie genomen. Het prototype staat nu in het pantsermuseum Thun.

## Ontwikkeling
Tijdens de Tweede Wereldoorlog bleef Zwitserland neutraal en kon ook geen wapens kopen in het buitenland. Om aan de behoefte van antitankvoertuigen te voorzien werd de eigen industrie ingeschakeld.
Op 17 april 1936 had Zwitserland 26 voertuigen van de Panzerkampfwagen 38(t) besteld met een 24mm-kanon. In 1943 werd een exemplaar grondig verbouwd door de Zwitserse industrie tot tankjager, de Nahkampfkanone 1. De tank werd verlengd om ruimte te maken voor een grotere geschutskoepel met een 75mm-kanon. Later werd het kanon vervangen door een 105mm houwitser. Het gewicht verdubbelde bijna tot 12,5 ton, maar de motor met een vermogen van 123 pk bleef onveranderd. Er is een prototype van gemaakt. Deze is bewaard gebleven en staat tentoongesteld in Thun, Zwitserland.
In 1944 werd met de bouw begonnen met een tweede Nahkampfkanone en in 1946 was het eerste voertuig klaar. De romp van het rupsvoertuig was gemaakt van gegoten staal door de firma Georg Fischer te Schaffhausen. Het chassis was afkomstig van vrachtwagenfabrikant Saurer in Arbon, bij Berna in Olten werd het geheel samengevoegd en het kanon was van de Eidgenoessische Konstruktionswerkstaette (K+W), later opgegaan in RUAG.
Er lagen plannen voor vier verschillende versies, A1, A2, B1 en B2, maar er werd slechts een prototype gemaakt. In 1946 en 1947 werd het voertuig getest, maar de resultaten waren onvoldoende en de ontwikkeling werd in 1947 gestaakt. In 1946 was er ook een alternatief beschikbaar gekomen en Zwitserland bestelde 150 Hetzer tankjagers in Tsjecho-Slowakije.

## Beschrijving
Het voertuig had een standaardindeling met in het midden de ruimte voor de bemanning en achterin de motor. Het 75mm-antitankkanon zat in de vaste geschutstoren en had slechts een beperkte traverse en elevatie. Om de rijdende vijandelijke tank onder schot te houden, moest de hele tank van positie veranderen. Er was in de tank ruimte voor 45 granaten.
Het pantser was maximaal 70 mm dik en het totaalgewicht was 24 ton. De Saurer dieselmotor van het type CV1DL was achterin geplaatst. Het leverde een vermogen van 280 pk. De 12 cilinders waren opgesteld in V-vorm en de cilinderinhoud was 15.965 cc. De versnellingsbak telde zes versnellingen voor- en een achteruit. Op de weg was een maximale snelheid van 50 km/u mogelijk en in het terrein lag dit op 20 km/u. De bemanning bestond uit vier of vijf personen, chauffeur, commandant, een of twee richters en een lader.
Het enige prototype staat opgesteld in het pantsermuseum Thun.

## Naslagwerk
- (de)  Die Panzer der Schweizer Armee von 1920 bis 2008, auteur: Heller Urs, 2008